# Glossario calcistico
Il glossario calcistico è un elenco di termini e modi di dire, con relativa spiegazione, utilizzati nel mondo del calcio.
Questa lista è suscettibile di variazioni e potrebbe essere incompleta o non aggiornata.

## A
- Accademia: dimostrazione di abilità e virtuosismi fini a se stessi da parte di una squadra. Termine utilizzato anche per riferirsi alla didattica calcistica insegnata nelle scuole calcio soprattutto britanniche.
- Addetto UEFA: v. delegato UEFA.
- Affondo: esecuzione di un passaggio atto a superare la difesa.
- Aggancio: v. stop.
- Ala: attaccante che gioca in prossimità della fascia laterale.
- All'italiana: v. Girone all'italiana.
- Alla Del Piero: rete segnata da posizione laterale, tirando nell'angolo alto della porta opposto a quello in cui ci si trova. La variante più comune è quella consistente in una serie di finte per disorientare l'avversario, per poi accentrarsi e calciare. È stato così ribattezzato dopo che Alessandro Del Piero segnò più volte in questo modo.
- Alla Meazza: rete segnata in seguito ad un'azione personale nella quale il giocatore, dopo aver realizzato vari dribbling, si presenta solo davanti al portiere e lo supera con un dribbling finale entrando con la palla al piede nella porta vuota. Così chiamato in onore di Giuseppe Meazza che segnò molte reti in questo modo. Detto anche gol a invito.
- Allenatore: tecnico incaricato di sovrintendere alla preparazione fisica e tattica della squadra; comunemente detto anche mister. Il selezionatore di una Nazionale di calcio si chiama commissario tecnico.
- Allontanamento: provvedimento, preso dall'arbitro, a carico di un dirigente di una squadra a seguito di una sua scorrettezza; consiste nella sua espulsione dal recinto di gioco, senza però l'utilizzo del cartellino giallo o rosso.
- Ammonizione: sanzione disciplinare comminata — nel corso della gara — a un giocatore responsabile di comportamento scorretto, come aver ritardato la ripresa del gioco, aver trasgredito ripetutamente le regole o essere stato colpevole di comportamento antisportivo, simulazione o proteste. Il giocatore sanzionato con due ammonizioni nel corso di una stessa gara viene espulso dal recinto di gioco. In tornei e campionati, si procede alla squalifica nei confronti di giocatori che abbiano subito — anche in gare differenti — un determinato numero di ammonizioni.
- Amichevole: partita giocata senza alcuna posta in palio, in cui spesso è possibile non rispettare alcune regole delle gare ufficiali (come ad esempio il numero delle sostituzioni massime). Talvolta è usata per scopi benefici.
- Ampiezza: insieme degli smarcamenti compiuti dai giocatori di una squadra per occupare gli eventuali spazi tra i difensori avversari per lo sviluppo del possesso palla.[1]
- Andata e ritorno: termini utilizzati per riferirsi alle due fasi, o gironi, di un torneo o campionato o in un qualsiasi confronto doppio per indicare ciascuno dei due incontri, il primo dei quali generalmente si svolge in casa di una squadra e il secondo in casa dell'altra.
- Anticalcio: termine riferito al gioco messo in atto da una formazione, spesso di smaccato stampo difensivista, mirato a ottenere la vittoria con un gioco efficace ma poco spettacolare e improntato a ridurre le opzioni di gioco avversarie più che a crearne di proprie.
- Anticipo (azione): guadagno del pallone da parte di un giocatore prima del suo avversario.
- Anticipo (partita): partita giocata uno o più giorni prima del regolare calendario.
- Apertura e Clausura: ciascuno dei due tornei in cui si struttura il campionato nazionale in alcuni stati centroamericani e sudamericani.
- Arbitro: ufficiale di gara preposto a garantire l'osservanza delle regole del calcio in modo imparziale. Nelle competizioni ufficiali è designato dagli organi competenti (in Italia l'AIA, Associazione Italiana Arbitri).
- Arco d'angolo: quarto di cerchio del raggio di 1 metro, tracciato all'interno del terreno di gioco attorno a ciascuno dei suoi quattro angoli. Il suo scopo è quello di delimitare l'area all'interno della quale deve essere posizionato il pallone durante l'esecuzione di un calcio d'angolo.
- Area d'angolo: zona del terreno di gioco delimitata dalla linea di porta, dalla linea laterale e dall'arco d'angolo: è la zona all'interno della quale il pallone deve necessariamente essere posizionato in occasione di un calcio d'angolo.
- Area di porta o area piccola: quella parte dell'area di rigore in cui il portiere posiziona il pallone per il calcio di rinvio; una rimessa da parte dell'arbitro o un calcio di punizione indiretto in favore della squadra attaccante, accordato all'interno dell'area di porta, deve essere eseguito sulla linea dell'area di porta, parallela alla linea di porta, nel punto più vicino a quello in cui si trovava il pallone al momento dell'interruzione (nel caso della rimessa), o a quello in cui è stata commessa l'infrazione (nel caso del calcio di punizione).
- Area di rigore: zona rettangolare adiacente alla porta, delimitata da un rettangolo bianco disegnato sull'erba: se viene commesso un fallo passibile di calcio di punizione diretto all'interno della propria area di rigore, verrà assegnato un calcio di rigore alla squadra avversaria. È anche l'area all'interno della quale un portiere può giocare il pallone con le mani.
- Area tecnica: zona tracciata esternamente al terreno di gioco, all'interno della quale prende posto lo staff tecnico di una squadra (calciatori di riserva, allenatore, dirigenti, operatori sanitari).
- Ariete: attaccante che eccelle nel fare gol con il colpo di testa.
- Ascensore: tiro effettuato in modo da far incurvare repentinamente la palla mentre è già in aria. Da non confondere con Foglia morta.
- Assist: passaggio di un giocatore ad un altro con successiva rete del giocatore che ha ricevuto il passaggio.
- Assistente arbitrale: comunemente detto guardalinee, è la figura che coadiuva l'arbitro nella gestione della gara, e il cui compito fondamentale è la segnalazione del fuorigioco. Possono essere assistenti ufficiali (ovvero associati AIA, Associazione Italiana Arbitri), oppure di parte (calciatori di entrambe le squadre in gara impegnati in tale ruolo).
- Attaccante: giocatore preposto a ruoli offensivi.
- Aurelio: dribbling in cui si fa ruotare la palla dietro al piede di appoggio e subito dopo la si riporta in posizione normale. La sua invenzione è attribuita a Rodrigo Taddei, sebbene gesti tecnici simili fossero già stati effettuati da altri giocatori. Prende il nome da Aurelio Andreazzoli, collaboratore tecnico della Roma che, osservando il gesto tecnico di Taddei in allenamento, sfidò il giocatore brasiliano a riproporlo in partita.[2]
- Autogol o autorete: gol segnato da una squadra nella propria porta, e quindi a favore degli avversari.
- Autopalo: palla deviata da un calciatore su un palo della propria porta.
- AVAR: assistente al VAR.

## B
- Bagaglio tecnico: repertorio dei gesti tecnici a disposizione dell’esperienza di un giocatore.
- Back to back: giocatore che realizza un gol in due match consecutivi.
- Bandiera: giocatore rappresentativo di una squadra, poiché ad essa legato da molti anni o per le molte vittorie ottenute.
- Bandierina: banderuola atta a segnalare i quattro angoli del terreno di gioco (bandierina d'angolo) o la metà campo in corrispondenza della linea mediana. Le bandierine d'angolo (come quelle di centrocampo) devono essere montate su un supporto di almeno 1,50 m di altezza e di materiale non pericoloso per i giocatori; le bandierine del corner sono parte del terreno di gioco, mentre quelle di centrocampo vengono poste al di fuori del rettangolo di gioco e non ne fanno parte. È definita "bandierina" anche la bandiera usata dagli assistenti arbitrali (guardalinee)
- Bar: l'espressione "mandare al bar" viene utilizzata quando un calciatore attraverso una serie repentina di finte disorienta l'avversario.
- Barra brava: termine in lingua spagnola utilizzato prevalentemente in Centro e Sud America. Le barras bravas sono i gruppi di tifosi di una squadra che riuniscono gli elementi più accesi e, talora, violenti. È assimilabile al fenomeno degli ultrà in Europa per caratteristiche e comportamenti.[3]
- Barriera: ostacolo composto da due o più giocatori che viene frapposto, dalla squadra difendente, fra il punto di battuta di un calcio di punizione e la propria porta allo scopo di ostacolare la conclusione avversaria.
- Bella: spareggio.
- Bicicletta: tipo di dribbling in cui, in corsa, la palla viene alzata, trattenuta tra i piedi a tenaglia e portata in avanti con il tacco, scavalcando l'avversario con un pallonetto. Non va confusa con la bicicleta o pedalada, nome spagnolo del doppio passo, né col bycicle kick, nome inglese della rovesciata.
- Big four: con questo termine, utilizzato nel decennio 2000-2010, si fa riferimento a quattro squadre che in quegli anni hanno dominato il campionato inglese, arrivando spesso nelle prime quattro posizioni, ovvero Arsenal, Chelsea, Liverpool e Manchester Utd.
- Biscotto: accordo tra due squadre atto a concludere un incontro con un risultato combinato a beneficio di entrambe (per esempio un pareggio che qualifica entrambe le squadre al turno successivo di una competizione).
- Boba: tipo di dribbling inventato da Andrés D'Alessandro che consiste nel poggiare la pianta del piede sul pallone, spostarlo verso una direzione e rapidamente calciare verso la direzione opposta superando così il marcatore. Spesso, per la posizione dell'avversario, viene seguita da un tunnel.
- Bomber: v. cannoniere.
- Box to box: caratteristica dei centrocampisti impegnati in fase di attacco e di difesa e quindi attivi da un'area all'altra.
- Braccetto: difensore laterale, di sinistra o di destra, chiamato a supportare i centrocampisti.
- Break: azione di rimessa, da parte della squadra in difesa, mirata a una veloce progressione verso l'area avversaria.
- Busta: limitatamente al calcio italiano, quando due società, detentrici della compartecipazione del cartellino di un giocatore, a fine stagione non riescono ad accordarsi circa la risoluzione della compartecipazione stessa, si dice che il cartellino del giocatore viene deciso alle buste: la squadra che offre di più per la metà del cartellino si aggiudica l'intero diritto alle prestazioni dell'atleta; se invece l'offerta è pari (o, al limite, nessuna società fa un'offerta) il calciatore rimane tesserato per la società titolare del tesseramento, cioè l'ultima per la quale ha giocato.[4]

## C
- Calciatore di riserva: v. riserva.
- Calciatore duttile: giocatore che in virtù della propria versatilità e capacità di adattamento è in grado di ricoprire più ruoli.
- Calcio ad effetto: tiro dotato di una traiettoria curva (sfruttando l'Effetto Magnus), impressa al pallone per ingannare il portiere e rendergli difficile la parata.
- Calcio champagne: termine riferito al gioco attuato da una squadra che, per la sua frizzante vivacità, è paragonato al perlage dello Champagne.
- Calcio piazzato: calcio con palla ferma.
- Calcio d'angolo: ripresa di gioco effettuata dall'area d'angolo. Viene assegnato alla squadra avversaria quando il pallone supera la propria linea di porta, toccato per ultimo da un calciatore della squadra difendente, senza però che sia stata segnata una rete.
- Calcio d'inizio: modo per cominciare una gara, all'inizio di ciascuno dei due tempi, e per riprenderla dopo la segnatura di una rete; è effettuato dal punto centrale del terreno di gioco, mentre i calciatori sono posizionati ciascuno nella propria metà del terreno di gioco.
- Calcio di punizione: calcio piazzato battuto dalla squadra avversaria rispetto a quella che ha commesso un'infrazione.
- Calcio di rigore (Penalty): punizione assegnata contro la squadra che commette un fallo passibile di calcio di punizione diretto nella propria area di rigore. Può essere calciato direttamente in porta posizionando il pallone sul dischetto del rigore posto a undici metri di distanza dal centro della linea di porta senza ostacolo di difensori, a parte il portiere. Deve necessariamente essere eseguito calciando il pallone in avanti. V. anche tiri di rigore.
- Calcio di rinvio: ripresa di gioco effettuata dalla propria area di porta. Viene assegnato alla squadra avversaria del calciatore che ha toccato per ultimo il pallone prima che questo oltrepassasse la linea di porta avversaria, senza però che sia stata segnata una rete. Deve necessariamente essere eseguito calciando il pallone direttamente all'esterno della propria area di rigore verso l'interno del terreno di gioco.
- Calcio posizionale o gioco posizionale: tattica che si basa sulla disposizione della squadra che deve avere l'obiettivo di sfruttare al meglio gli spazi del campo disponibili attraverso il posizionamento dei giocatori.
- Calcio spumeggiante: v. calcio champagne.
- Calcio totale: termine utilizzato per riferirsi ad un tipo di gioco le cui caratteristiche fondamentali sono l'intercambiabilità dei ruoli e la partecipazione corale di ogni calciatore alla costruzione del gioco.
- Cambio di gioco: termine utilizzato per riferirsi ad un passaggio del pallone da una fascia all'altra del campo atto a spostare il fronte d'attacco della squadra dall'altro lato, approfittando così della minor presenza di avversari da quella parte.
- Campionato europeo di calcio: massimo torneo calcistico con gironi all'italiana ed eliminazione diretta a gara unica per le Nazionali di calcio europee; viene disputato ogni quattro anni, negli anni bisestili.
- Campionato mondiale di calcio: massimo torneo calcistico per Nazionali di calcio mondiali; viene disputato ogni quattro anni.
- Campionato mondiale per club: massimo torneo calcistico per squadre di club mondiali; viene disputato ogni mese di dicembre. Inaugurato nel 2000, con un'edizione pilota, ha sostituito la Coppa Intercontinentale dal 2005.
- Campione d'inverno: titolo giornalistico associato alla squadra che al termine del girone d'andata si trova in testa alla classifica del campionato.
- Campo di gioco: l'intera struttura destinata ad accogliere una gara, comprendente di terreno di gioco vero e proprio (dimensioni medie di 105 m × 68 m), il campo per destinazione, la recinzione di separazione per i tifosi, gli spalti, i servizi e gli spogliatoi.[5]
- Campo per destinazione: fascia piana di terreno, larga almeno 1,50 metri, situata intorno al terreno di gioco e allo stesso livello dello stesso; serve per poter effettuare con abbastanza spazio di manovra le rimesse laterali e i calci d'angolo, ed è quella zona nella quale i calciatori possono — per qualche secondo — sconfinare per fatti di gioco, ad es. per dribblare un avversario, uscendo dal terreno di gioco da una linea laterale, sostando nel campo per destinazione, e superando l'avversario rientrando più in là.[5]
- Cannoniere: giocatore che si distingue per la capacità di segnare un alto numero di goal.
- Capitano: giocatore che riveste il ruolo di rappresentante della squadra in campo. È preposto alla discussione con l'arbitro. È colui che alla vittoria di un trofeo ha il diritto di alzarlo (nel momento ufficiale).
- Capocannoniere: giocatore che, nell'ambito di un torneo o di una singola formazione, ha segnato il maggior numero di reti.
- Carambola: termine mutuato dal biliardo, si verifica quando il pallone rimbalza confusamente in più direzioni.
- Cartellino: a livello giuridico, termine utilizzato per riferirsi al possesso delle prestazioni sportive di un calciatore.
- Cartellino arancione: termine giornalistico che descrive un fallo la cui violenza e danno causati all'avversario lo fa meritevole di una penalizzazione maggiore di quella segnalata dal cartellino giallo ma minore di quella correlata al cartellino rosso. Il termine fu popolarizzato nel calcio italiano dal giornalista Fabio Caressa.[6]
- Cartellino bianco: cartellino mostrato dall'arbitro per sottolineare situazioni di fair play[7][8].
- Cartellino giallo: cartellino mostrato dall'arbitro in caso di ammonizione (v.).
- Cartellino rosso: cartellino mostrato dall'arbitro in caso di espulsione (v.).
- Catenaccio: modulo tattico che si caratterizza per una spiccata attitudine difensiva.
- Centrattacco: v. centravanti.
- Centravanti: attaccante centrale, solitamente il più abile nel finalizzare le azioni.
- Centrocampista: calciatore che gioca nella fascia centrale del campo. È solitamente preposto alla costruzione del gioco.
- Centromediano: centrocampista che occupava, nelle formazioni prettamente offensive utilizzate nei primi anni della storia del calcio (per es. la piramide e il metodo), la posizione centrale nel centrocampo a tre. Più avanti, con l'introduzione del sistema, il centromediano ha arretrato ancor più il suo raggio d'azione, ricoprendo una posizione simile a quella del difensore centrale.
- Centromediano metodista: centromediano centrocampista arretrato davanti alla difesa nella piramide ma soprattutto nel metodo; era il centrocampista con maggiori compiti difensivi ma era anche di primaria importanza per la costruzione del gioco.[9]
- Cerchio di centrocampo: cerchio di raggio di 9,15 metri atto a segnalare la distanza che i calciatori avversari devono mantenere dal pallone durante l'esecuzione di un calcio d'inizio.
- Champions League: v. UEFA Champions League.
- Classifica: elenco di squadre ordinate secondo il numero di punti ottenuti nel corso del campionato.
- Clausura: v. Apertura e Clausura.
- Clean sheet: v. Rete inviolata; quando il portiere di una squadra non subisce alcun gol in una partita.
- Coast to coast: termine derivato dalla lingua inglese, utilizzato per riferirsi ad un gol realizzato in un'azione partita dalla propria area.
- Coccarda: distintivo di forma circolare che si appone sulla maglia della squadra detentrice della Coppa Italia.
- Coccodrillo: termine che si riferisce al giocatore che si distende dietro la barriera formata dai compagni di squadra in occasione della battuta di un calcio di punizione diretto.
- Colpo di tacco: passaggio eseguito con il tacco della scarpa e destinato al compagno posizionato dietro al giocatore che lo esegue.
- Colpo di testa: gesto atletico in cui si usa la testa per colpire la palla.
- Commissario tecnico (CT): allenatore preposto prevalentemente alla preparazione tecnica ed alla selezione dei giocatori; è lui a gestire le Nazionali di calcio, stilando la lista delle convocazioni per singoli incontri e manifestazioni internazionali. V. anche allenatore.
- Compartecipazione: v. Calciomercato, tipi di trattative.
- Comportamento antisportivo: atteggiamento contrario allo spirito del gioco, dello sport e del fair play (es. tentare di ingannare l'arbitro con una simulazione, o distrarre verbalmente gli avversari). È passibile di ammonizione.
- Conclusione: sinonimo di tiro.
- Condotta gravemente sleale: scorrettezza passibile di espulsione; viene commessa quando un calciatore, toccando volontariamente il pallone con le mani o commettendo un fallo su un avversario diretto a rete, nega alla squadra avversaria la segnatura di una rete o l'evidente opportunità di segnarla.
- Contenimento, azione di: azione di difesa volta ad arginare il gioco degli avversari contenendo, appunto, le loro avanzate.[10]
- Controbalzo: gesto tecnico che consiste nel colpire il pallone pochi istanti dopo che ha iniziato la fase ascendente del rimbalzo, imprimendogli un effetto e una potenza considerevoli.
- Contropiede: azione di ripartenza da una situazione di attacco di una squadra a una situazione favorevole alla squadra avversaria, utilizzata per cogliere impreparata la difesa.[11]
- Controtempo: mutuato dal termine musicale, termine utilizzato per riferirsi al movimento di un calciatore. Per esempio, per prendere in controtempo un portiere si può tirare alla sua destra mentre egli si sposta verso sinistra: l'inerzia del movimento fa sì che egli non possa intervenire e, difatti, sia preso in controtempo.
- Coppa Intercontinentale: trofeo assegnato alla squadra vincitrice della partita, disputata ogni anno — nel mese di dicembre — che metteva di fronte i vincitori della Coppa dei Campioni-UEFA Champions League e della Coppa Libertadores. La squadra vincente era titolata come "Campione del mondo". Nel 2005 è stata rimpiazzata dal Campionato mondiale per club.
- Coppa Italia: torneo calcistico per club italiani con formula variabile riservato attualmente alle squadre italiane di Serie A, Serie B e quattro squadre di Serie C.
- Coppa Sudamericana: torneo calcistico per club sudamericani riservato alle squadre classificate in buona posizione nei precedenti campionati nazionali.
- Coppa dei Campioni: v. UEFA Champions League.
- Coppa del Mondo FIFA: v. campionato mondiale di calcio.
- Coppa Libertadores: torneo calcistico per club sudamericani riservato alle squadre classificate ai primi posti nei precedenti campionati nazionali.
- Corner: v. calcio d'angolo.
- Corto muso: coniato originariamente e usato prevalentemente nell'ippica, fa riferimento alla vittoria di un atleta o squadra col minimo scarto o col minimo vantaggio necessario, generalmente ottenuta negli ultimi minuti di un incontro.[12]
- Costlyña: dribbling ideato dal calciatore honduregno Carlo Costly. Consiste nel fermarsi improvvisamente, fingere un colpo di tacco e poi accelerare fulmineamente per calciare in direzione opposta a quella che avrebbe preso il colpo di tacco simulato. Talvolta è nominata impropriamente (in Honduras si parla spagnolo, non portoghese) come "costlynha".
- Crack (in spagnolo) o Craque (in portoghese): fuoriclasse.
- Cross: tiro effettuato — in genere trasversalmente da posizione laterale — allo scopo di passare la palla agli attaccanti.
- Cuauhtemiña: dribbling ideato dal calciatore messicano Cuauhtémoc Blanco. Consiste nel saltare gli avversari trattenendo il pallone tra i piedi.
- Cucchiaio: pallonetto lento e centrale realizzato colpendo il pallone nella sua parte inferiore con il collo del piede (backspin). Il primo giocatore ad averlo eseguito è Antonín Panenka.[13]
- Curva: settore dello stadio posto alle spalle della porta.

## D
- Dai-e-vai: v. uno-due.
- Delegato UEFA: colui il quale, per conto della UEFA, ha il compito di controllare che, prima, durante e dopo le partite delle competizioni UEFA per club e per Nazionali, tutto venga svolto come stabilito sia per quanto riguarda il rispetto dei regolamenti delle competizioni, sia per la sicurezza. Il delegato UEFA per ogni partita stila un proprio rapporto per quanto concerne l'organizzazione della partita, il comportamento delle squadre, dei giocatori (sanzioni ed episodi di fair play) e di spettatori e tifosi. In molte partite, oltre al delegato ufficiale, è presente un secondo delegato come osservatore degli arbitri e, se necessario, un altro che si occupa di questioni legate alla sicurezza; entrambi sono sotto l'autorità del delegato ufficiale.[14]
- Derby: termine utilizzato per riferirsi ad una partita tra due squadre della stessa città o regione, o, in alcuni casi particolari, tra squadre che hanno una forte rivalità.
- Diamante: v. Rombo.
- Difensivismo: atteggiamento di una squadra che attua una tattica basata esclusivamente sulla difesa.
- Difensore: calciatore con compiti prettamente difensivi
- Difesa posizionale: Insieme dei movimenti compiuti da una squadra senza il possesso palla indirizzato a ostacolare la manovra offensiva rivale anticipando i possibili recettori del pallone coprendo gli eventuali spazi tra gli atleti.[15][16]
- Diffida: ammonizione che pone un giocatore — nel corso di un torneo — nella condizione di essere sottoposto a sanzioni disciplinari in caso di comportamento scorretto reiterato.
- Dirigente: secondo il Regolamento, è da considerarsi "dirigente" di una squadra qualsiasi persona, segnata sull'elenco di gara, che non sia un calciatore (e quindi allenatore, dirigente accompagnatore ufficiale, medico sociale e altre eventuali persone). Esse possono risiedere nell'area tecnica, ma in caso di comportamento scorretto non possono essere espulse, bensì semplicemente confinate oltre il recinto di gioco mediante allontanamento.
- Dischetto: cerchio rotondo disegnato nell'area di rigore a undici metri in perpendicolare al centro della linea di porta; è il punto dal quale si batte il calcio di rigore. Altro dischetto segnato sul campo è quello di centrocampo.
- Disimpegno: possesso palla capace di eludere il pressing avversario nella propria trequarti. Se ben riuscito può portare superiorità numerica e situazioni di contropiede.
- Distinta: chiamata anche "elenco di gara", è l'elenco delle persone autorizzate a risiedere entro il recinto di gioco: comprende calciatori, titolari e di riserva; allenatori, dirigente accompagnatore ufficiale, medico sociale ed altre eventuali figure. La distinta non può più essere modificata una volta che la gara è iniziata, salvo dell'unico caso in cui una squadra cominci una gara con meno di 11 calciatori titolari sul terreno di gioco, nel qual caso la distinta può essere integrata con i nomi di altri titolari, nel caso questi arrivassero, ad esempio in ritardo, al campo di gara successivamente al calcio di inizio; detti titolari potranno poi entrare sul terreno di gioco alla prima interruzione, e far giocare quindi in 11 la propria squadra.
- Distinti: settore dello stadio posto di fronte alla tribuna centrale.
- Dodicesimo uomo: ci si riferisce ai tifosi di una squadra come ad un ipotetico "dodicesimo uomo" per sottolinearne l'importanza in riferimento al risultato della partita. Il termine "dodicesimo" è talvolta applicato al portiere di riserva, che solitamente vestiva il numero 12. Talvolta è usato polemicamente dai tifosi della squadra perdente per denunciare lampanti favoreggiamenti arbitrali.
- DOGSO: sigla che sta per Deny an Obvious Goal Score Opportunity e che definisce un'infrazione punibile con un calcio di punizione diretto che nega una chiara opportunità di segnare una rete. Viene punita con il cartellino rosso. Sostituisce la vecchia norma del "fallo da ultimo uomo", ritenuta scorretta. Si prendono in considerazione quattro parametri: distanza dell'infrazione dalla porta; direzione generale dell'azione; possibilità di contesa del controllo del pallone; numero e posizione dei difendenti. Devono essere presenti tutti i parametri per considerare la DOGSO.
- Doppietta: doppia segnatura nel corso di una singola gara.
- Doppio passo: finta che consiste nel far passare velocemente e per diverse volte le gambe attorno alla palla, per simulare un cambio di direzione. L'inventore di questa giocata fu Pedro Calomino,[17][18][19] calciatore del Boca Juniors negli anni dieci e venti, e fu resa famosa in Italia da Amedeo Biavati.
- Double: vittoria — nella stessa stagione — della principale coppa e del campionato di prima divisione nazionale da parte di una stessa squadra.
- Dribbling: gesto tecnico consistente nel superare l'avversario con la palla al piede grazie ad una rapida mossa atta a disorientarlo.
- Drible da vaca: termine in lingua portoghese che designa un tipo di dribbling che consiste nel far passare il pallone da un lato dell'avversario, superandolo in velocità dall'altro.[20] La sua invenzione è attribuita a Eduardo Amorim.[21]
- Drop: termine mutuato dal gioco del rugby, è il calcio che viene dato ad un pallone spiovente, che in gergo viene detto pallone a candela, con traiettoria aerea di controbalzo.
- Due tempi (in): parata effettuata in due momenti distinti e consecutivi.

## E
- Elastico o Flip-Flap:[22] dribbling secco in cui il pallone viene spostato, anziché da un piede all'altro, dall'esterno all'interno dello stesso piede con grande rapidità. È stato inventato dal calciatore brasiliano Rivelino.
- Enganche: termine in lingua spagnola utilizzato per riferirsi ad un trequartista.
- Estirada: modo di colpire il pallone al volo lanciandosi in scivolata sul terreno di gioco. Da non confondere con la scivolata vera e propria, effettuata al solo scopo di togliere il pallone ad un avversario.
- Espaldinha: termine utilizzato per riferirsi ad un passaggio effettuato con la schiena, che in spagnolo si dice espalda.
- Espulsione: sanzione disciplinare comminata ai giocatori che abbiano commesso infrazioni particolarmente gravi o di particolare violenza. Comporta l'obbligo di abbandonare il recinto di gioco ed è, solitamente, seguita da una squalifica.
- Esterno: se riferito a un calciatore, colui che gioca su una delle due fasce, ricoprendo una posizione offensiva (centrocampista o attaccante). Se riferito alla parte del piede, indica le tre dita esterne del piede, utilizzate per calciare con effetti particolari, non ottenibili con il piatto o con il collo del piede.
- Estremo difensore: v. portiere.
- Eurogoal: Anche noto come Eurogol, si dice in Italia di gol molto spettacolare, soprattutto se realizzato con tiro da lunga distanza. Prende il nome dall'omonima trasmissione televisiva Rai, che proponeva una rassegna di gol segnati in vari campi d'Europa.[23] Nei Paesi di lingua spagnola prende il nome di golazo.
- Europa League - Coppa UEFA (fino al 2009): torneo calcistico per club europei riservato alle squadre classificate in buona posizione nei precedenti campionati nazionali.

## F
- Fair play: comportamento rispettoso attuato nei confronti degli avversari.
- Falcata: distanza dei singoli passi durante una corsa.
- Fallo: infrazione passibile di calcio di punizione, diretto od indiretto, contemplata alla Regola 12, commessa da un calciatore titolare contro un avversario titolare, sul terreno di gioco e mentre il pallone è in gioco. Se manca uno di questi requisiti, l'infrazione non è un fallo, ma può costituire una scorrettezza. A seconda del tipo di intervento falloso, questo è sanzionato con un calcio di punizione (diretto o indiretto) in favore della squadra che ha subito il fallo e — se previsto dal regolamento — con un'ammonizione o espulsione a carico del giocatore che lo ha commesso.
- Fallo di confusione: espressione giornalistica che designa un fallo fischiato dall'arbitro, tipicamente in caso di calcio d'angolo, senza che vi sia un'infrazione grave, ma per una somma di piccole scorrettezze commesse dai giocatori della squadra in attacco durante una mischia o un'azione confusa (da cui appunto fallo di confusione).[24]
- Fallo laterale: v. rimessa laterale.
- Fallo tattico: fallo effettuato volontariamente da un giocatore della squadra che difende, con lo scopo di evitare che l’attaccante segni un gol certo, dando così alla propria squadra la possibilità di disporre la barriera nella conseguente punizione.
- Falso nove: il cosiddetto falso nueve (in spagnolo), si riferisce a un giocatore (spesso un centrocampista oppure una seconda punta) abile sia nella finalizzazione che nella rifinitura.
- Fascia (campo): zona laterale del campo di gioco prossima alla linea laterale.
- Fascia (capitano): fascia indossata al braccio dal capitano per identificarne il grado.
- Fattore campo: vantaggio di cui gode la squadra che gioca in casa.
- Finta: mossa di un giocatore per liberarsi dell'avversario. A seconda delle circostanze è anche detta "finta di corpo" v. velo.
- Fluidificante: terzino con spiccate doti offensive. Avanza sulla sua fascia di competenza nelle fasi di possesso della sua squadra per proporsi nelle azioni offensive
- Foca: gesto tecnico che consiste nel portarsi il pallone sulla testa e, palleggiando, avanzare tenendo la sfera sospesa a mezz'aria. Inventato dal nostro Marco Nappi durante un Fiorentina - Werder Brema di Coppa UEFA il 17 aprile 1990. Praticato da Kerlon, calciatore brasiliano che in virtù di questa caratteristica ha acquisito il soprannome di Foquinha (piccola foca).
- Foglia morta: calcio di punizione diretto calciato sopra la barriera facendo compiere al pallone una traiettoria pressoché lineare in fase ascendente, e a effetto in fase discendente. Si effettua con l'interno del piede, quasi senza rincorsa e senza eccessiva potenza. Il termine fu coniato per le punizioni di Mario Corso.[25] Da non confondere con Ascensore.
- Folha seca: simile alla "foglia morta", è stata inventata da Didi, centrocampista brasiliano che dovette necessariamente imparare a colpire la palla con l'interno del piede a causa di una slogatura della caviglia. Quando riprese l'attività, la sua maniera di calciare le punizioni divenne famosa per il modo in cui la palla si alzava e poi scendeva dietro la barriera con una traiettoria difficile da intercettare.[25]
- Fondamentali: bagaglio di gesti che un calciatore può effettuare una volta in possesso del pallone.
- Forcing: azione d'attacco continua e insistente.
- Formazione a specchio: tattica adottata dal tecnico di una squadra che riproduce il modulo di gioco degli avversari anche attraverso le sostituzioni.
- Fraseggio: susseguirsi di passaggi corti tra compagni di squadra.
- Fuorigioco (Offside): regola secondo la quale — su un passaggio in avanti — un giocatore è in posizione irregolare se al momento del passaggio si trova nella metà campo avversaria e non vi sono almeno due giocatori avversari tra lui e la porta. È punito con un calcio di punizione indiretto in favore della squadra avversaria.
- Fuorigioco di rientro: fuorigioco che si verifica allorché il giocatore viene fermato in posizione irregolare mentre cercava di tornare in gioco, rientrando, appunto, dietro la linea dell'ultimo difensore.
- Fuoriquota: nel calcio giovanile, ove esistono limiti massimi di età, il termine viene utilizzato per riferirsi ad un giocatore che ha superato il suddetto limite, ma è comunque incluso nella rosa grazie a un particolare regolamento. Così, per esempio, nel Torneo Olimpico.
- Futebol bailado o Fútbol bailado: termine (rispettivamente in portoghese e spagnolo) che viene utilizzato per riferirsi ad un tipo di gioco caratterizzato da una grande quantità di giocate ad alto tasso tecnico, ma spesso scarsamente concreto.

## G
- Garra (originariamente denominata garra charrúa in Uruguay): espressione, traducibile in italiano letteralmente come artiglio e in senso figurato come «grinta», «carattere» o «palle»,[26] usata per indicare un atteggiamento caratterizzato da grande impegno fisico e forza caratteriale, caratteristiche tipiche del calcio sudamericano e di quello uruguayano in particolare. L'accoglienza positiva del termine da parte degli addetti ai lavori nonché tra i sostenitori l'ha reso essere inserita in altri sport sia individuali che di squadra.[26]
- Gegenpressing (tradotto in italiano come riaggressione): da non confondere col pressing puro di cui è un'estensione, esso si attua quando si perde palla e dunque il calciatore che ha subito il contrasto inizia a pressare immediatamente l'avversario e i propri compagni marcano a uomo gli altri avversari più vicini in modo tale da rendere difficoltoso lo scarico del pallone. L'obiettivo del gegenpressing (gegen in tedesco significa "contro") è inoltre quello di prevenire il contropiede avversario.[27][28]
- Gioco pericoloso (anche Fallo di ~): fallo commesso da un calciatore quando, cercando di intervenire sul pallone o di contrastare un avversario, rischia di arrecare un danno fisico all'avversario, al quale si impedisce di giocare il pallone per rischio di infortunarsi, o a sé stesso; è punito con un calcio di punizione indiretto in favore della squadra avversaria.
- Giravolta di Cruijff: dribbling reso celebre da Johan Cruijff. Per eseguirlo il giocatore finge di calciare la palla, mentre con la suola o l'interno del piede la fa passare dietro l'altro piede, fermo a terra; subito dopo, compie una giravolta di 180 gradi e accelera immediatamente per superare l'avversario.[29]
- Girone all'italiana (anche torneo all'~): campionato in cui ognuna delle squadre affronta tutte le altre; si distingue dai tornei a eliminazione diretta, in cui la squadra che perde una partita è eliminata immediatamente. Sono possibili anche forme miste, per esempio nei campionati mondiali la prima fase è a gironi all'italiana, seguita poi da fasi ad eliminazione diretta.
- Gol (italianizzazione di goal): punto che una squadra segna a proprio vantaggio quando invia la palla oltre la linea bianca della porta avversaria.
- Gol a freddo: gol segnato nei primissimi istanti di gioco.
- Gol alla Totti: anche noto come cucchiaio
- Gol a invito: v. Alla Meazza.
- Gol della bandiera: nel caso di risultato ampiamente definito (per es. 4-0 o 5-0 etc) viene chiamata così la rete segnata dalla squadra in svantaggio. Ininfluente ai fini dell'esito dell'incontro, è chiamato "della bandiera" proprio perché ha il solo scopo di rappresentare la formazione che lo ha realizzato.
- Gol fantasma: gol non immediatamente convalidabile, per la difficoltà nel determinare se la palla abbia varcato la linea di porta.
- Gol olimpico: dallo spagnolo gol olímpico. Usato prevalentemente nei paesi di lingua spagnola, è la marcatura realizzata direttamente da calcio d'angolo. Il primo a realizzare una rete in tal modo fu Billy Aston, il 21 agosto 1924, durante una partita di seconda divisione scozzese, nonostante svariate fonti attribuiscano il primato a Cesáreo Onzari.[30] Fino a pochi anni prima questo tipo di gol era irregolare.[31]
- Golazo: v. Eurogoal.
- Golden goal: modalità di svolgimento dei tempi supplementari usata dal 1994 al 2004. La prima squadra che segna vince, senza dover attendere il termine del tempo supplementare.
- Goleada: vittoria schiacciante (con almeno tre gol di scarto[senza fonte]).
- Goleador: giocatore che, nel corso di un torneo, segna un alto numero di gol.
- Gollonzo: gol segnato in modo strano o fortunato o alla fine di un'azione confusa. Il termine fu coniato dalla Gialappa's Band durante la trasmissione Mai dire Gol.[32]
- Gomera: gesto tecnico con cui si ferma la palla con la suola di un piede e si colpisce subito dopo con la punta dell'altro piede.
- Grande Slam: vittoria di tutte le competizioni internazionali ufficiali.[33]
- Guardalinee: v. assistente arbitrale.
- Guardiano: o anche guardiano della rete, v. portiere.

## H
- Hattrick: termine in lingua inglese che significa letteralmente "gioco del cappello", con cui gli inglesi indicano la Tripletta, ovvero tre gol realizzati da un calciatore in una stessa partita.
- Hinchada: termine in lingua spagnola utilizzato per riferirsi alla tifoseria di una squadra.

## I
- Impraticabilità: situazione che si verifica quando il campo non è utilizzabile a causa della presenza eccessiva ed estesa di neve o pozzanghere.
- Incontrista: calciatore, solitamente centrocampista, che ha il compito di contrastare e pressare l'avversario che detiene il possesso della sfera.
- Incursore: calciatore, solitamente centrocampista, capace di sfruttare gli spazi stretti e di inserirsi nella difesa avversaria durante le azioni offensive.
- Incrocio dei pali: parte della porta composto da palo e traversa (detto anche sette).
- Indoor: termine inglese = "al coperto"; riferito partite giocate all'interno di una struttura coperta (ad es. palasport).
- Inibizione: si parla di inibizione a partecipare alla gara quando un calciatore, prima che la gara cominci, commette una scorrettezza passibile di cartellino rosso. Si differenzia dall'espulsione poiché, dal momento che la gara non è ancora cominciata, se l'inibito è un titolare egli può essere rimpiazzato da un calciatore di riserva, e la sua squadra non dovrà così giocare in 10.
- Inserimento: movimento in avanti di un giocatore atto a smarcarsi e a proporsi per ricevere un passaggio. Al contrario del taglio, è effettuato frontalmente.
- Interditore: vedi Incontrista.
- Interdizione: situazione in cui la squadra senza possesso palla cerca di contrastare e pressare la squadra avversaria per tornare in possesso della sfera mediante le abilità di alcuni dei propri giocatori, di solito i centrocampisti.
- Interno: centrocampista che per la propria posizione dev'essere in grado di svolgere una doppia funzione, difensiva e offensiva. Nei primi moduli utilizzati nel gioco del calcio (per esempio nel 2-3-5) era considerato un attaccante e poteva essere destro (che vestiva l'8 come numero di maglia) o sinistro (numero 10).
- Invasione di campo: evento che può verificarsi nel corso di un incontro, che prevede l'ingresso di uno o più tifosi sul terreno di gioco. Solitamente ciò avviene in partite rilevanti (per es. l'ultima gara di un campionato, decisiva per la vittoria di un titolo o per la salvezza dalla retrocessione) o ad alta risonanza mediatica: nel primo caso, solitamente l'invasione è collettiva, e ha luogo al termine della partita, per festeggiare il raggiungimento di un obiettivo. Nel secondo, è più frequente l'invasione solitaria, anche sotto forma di streaking, per attirare su di sé l'attenzione dei mezzi di comunicazione.

## J
- Jolly: calciatore che, per la propria polivalenza tattica, è in grado di ricoprire più ruoli. Nella storia: Valentino Mazzola

## L
- Lambreta: v. bicicletta.
- Laterale: difensore che agisce nei pressi di una fascia laterale.
- Legno: v. palo o traversa.
- Licenza UEFA: autorizzazione rilasciata dagli organi federali necessaria per poter prendere parte alle competizioni internazionali. Istituita nel 1999 e applicata dal 2002, prevede che le società debbano soddisfare determinati criteri per accedere alle coppe. Tali criteri sono di tipo legale, economico-finanziario, sportivo, organizzativo e infrastrutturale.[34]
- Libero: difensore non legato a specifici compiti di marcamento o di posizione.
- Linea di porta: ciascuna delle due linee più corte che delimitano il rettangolo di gioco, nonché quelle su cui si trovano le porte.
- Linea laterale: ciascuna delle due linee più lunghe che delimitano il rettangolo di gioco.
- Lob: v. pallonetto.
- Luce: distanza fra difensore e attaccante che in passato era una discriminante per la corretta applicazione del fuorigioco.
- Lunetta: v. mezzaluna.
- Lungolinea: termine mutuato dalla terminologia del tennis, viene utilizzato per riferirsi ad un passaggio che scorre parallelamente alla linea laterale senza attraversarla.

## M
- Maledetta (la): la "maledetta" è il nome dato da Fabio Caressa all'esecuzione dei calci di punizione (in particolare da parte di Juninho Pernambucano e Andrea Pirlo) che all'improvviso cambiano traiettoria e sorprendono il portiere.[35][36]
- Manita: serie di cinque gol in una partita, dallo spagnolo manita, manina.
- Manuale del calcio: "da manuale del calcio" è un'espressione spesso usata dai telecronisti (in particolare da José Altafini) per sottolineare un'azione eseguita in modo esemplare.
- Marcatore: giocatore che segna una marcatura (o gol) per la propria squadra. Termine usato anche per indicare un giocatore che difende su un avversario.
- Marcatura: v. gol.
- Mattonella: punto del campo in cui battere un calcio di punizione è più consono per un determinato calciatore.
- Melina: tattica impiegata allo scopo di perdere tempo e consistente in una serie pressoché ininterrotta di passaggi fra compagni di squadra senza reale costruzione di gioco offensivo.
- Mediano: centrocampista che come compito ha la rottura del gioco avversario.
- Meia lua: termine proveniente dal portoghese con il quale ci si riferisce all'azione consistente nel superare un avversario spingendo il pallone verso una zona vuota e recuperandolo oltrepassando l'avversario dal lato opposto.
- Metodista: v. centromediano metodista.
- Metodo: modulo che consisteva nello schieramento 2-3-2-3.
- Mezz'ala o Mezzala: centrocampista di fascia con attitudini offensive. È anche sinonimo di interno.
- Mezza punta: centrocampista offensivo con attitudini di gioco fantasioso. Agisce sulla trequarti. Al contrario del bomber, di solito è un giocatore meno possente ma più tecnico.
- Mezzaluna: termine comunemente utilizzato per riferirsi all'arco di circonferenza, all'esterno di ciascuna area di rigore, tracciato attorno al dischetto del rigore: il suo ruolo è quello di segnalare ai calciatori avversari la distanza da mantenere dal pallone durante l'esecuzione di un calcio di rigore.
- Mister: v. allenatore.
- Modulo: schieramento della formazione in campo. Per esempio, il modulo 3-5-2 indica: 3 difensori, 5 centrocampisti e 2 attaccanti.
- Moviola: dispositivo utilizzato per visualizzare a velocità ridotta le azioni di gioco.

## N
- Nazionale di calcio: rappresentativa calcistica composta da una selezione dei migliori calciatori della nazione rappresentata.
- Novembrino: riferito ad un giocatore trasferito durante la finestra di calciomercato del mese di novembre (come ad esempio accadeva in Italia).[37]
- Numero: azione di spettacolo eseguita da un giocatore per disorientare e oltrepassare un avversario.
- NoventayRamos: espressione spagnola usata soprattutto nel paese della penisola iberica per indicare i minuti conclusivi e di recupero nelle partite in cui viene segnata una rete decisiva nel finale; prende il nome dal calciatore Sergio Ramos, che ha segnato spesso appunto in quei minuti.[38][39]

## O
- Off-side: v. fuorigioco.
- Ola: termine che indica un particolare festeggiamento da parte dei tifosi durante una partita di calcio. Consiste nell'alzarsi in piedi in una determinata zona dello stadio, per poi continuare successivamente con i tifosi alla propria destra.
- On field review: verifica fatta dall'arbitro a bordo campo con l'ausilio del VAR in caso di un presunto grave errore di valutazione arbitrale.
- Osservatore calcistico: membro dello staff di una società calcistica il cui incarico è viaggiare sia all'interno dei confini del proprio paese che all'estero per seguire giocatori di altre squadre.
- Osservatore arbitrale: v. Associazione Italiana Arbitri#Osservatore arbitrale.
- Ostruzione (anche Fallo di ~): fallo con il quale si impedisce ad un avversario di raggiungere il pallone frapponendosi con il proprio corpo, e costringendo quindi l'avversario a bloccarsi per evitare uno scontro, o a fare un giro più lungo per raggiungere il pallone. Se commesso senza contatto fisico è punito con un calcio di punizione indiretto.
- Out: v. fascia.

## P
- Palla contesa: v. rimessa da parte dell'arbitro.
- Palla coperta: situazione di gioco in cui il portatore di palla non ha libertà di movimento e generalmente è pressato da avversari che gli impediscono di passare la palla a un compagno in avanti. La situazione opposta è quella di palla scoperta.[40][41]
- Palla-gol: azione offensiva che offre un'ottima occasione per segnare una rete.[42]
- Poker: v. quadripletta e quaterna
- Palla lunga e pedalare: atteggiamento con cui si cerca di superare l'inferiorità tattica con la veemenza atletica.
- Palla scoperta: situazione di gioco in cui il portatore di palla ha libertà di movimento poiché generalmente è libero da marcature avversarie, così può passare la palla a un compagno in avanti. La situazione opposta è quella di palla coperta.[40][41]
- Palleggio: termine utilizzato per riferirsi al gesto di controllare il pallone con il piede, colpendolo ripetutamente per farlo alzare a mezz'aria. In senso lato, abilità tecnica (es. proprietà di palleggio)
- Pallonetto: tiro che imprime al pallone una parabola ascendente/discendente.[13]
- Palo: sostegno verticale della porta.
- Panchina: settore adiacente al campo ed atto ad ospitare allenatore, tecnici e riserve.
- Panchinaro: giocatore impiegato spesso come riserva
- Pañolada: gesto di protesta effettuato dai tifosi sventolando dei fazzoletti bianchi. Diffuso prevalentemente in Spagna.[43]
- Papera: sinonimo di errore. È utilizzato quasi esclusivamente per riferirsi a errori commessi da portieri, spesso su tiri innocui o facilmente neutralizzabili. Questo perché il termine fu coniato nel 1912 dopo una disastrosa prestazione del portiere Vittorio Faroppa in una partita della Nazionale italiana[44].
- Paradinha (o Paradiña in spagnolo): termine in lingua portoghese utilizzato per riferirsi all'interruzione della rincorsa durante l'esecuzione di un calcio di rigore per ingannare il portiere, che solitamente si muove in anticipo rispetto al tiro[45].
- Parata: movimento del portiere per bloccare un tiro rivolto verso la porta.
- Parastinchi: oggetto protettivo realizzato in materiale plastico, inserito sotto i calzettoni, per ridurre i traumi agli stinchi.
- Pareggite: termine giornalistico volto a sottolineare la tendenza di una squadra a cogliere numerosi pareggi, in particolare consecutivi.[46]
- Pari merito: due o più squadre aventi uguale numero di punti in classifica.
- Pasillo: termine utilizzato soprattutto nel calcio spagnolo indicante l'omaggio alla squadra opposta attraverso la formazione di un corridoio umano composto da calciatori applaudenti.
- Passaggio: azione del colpire il pallone in modo da indirizzarlo nella disponibilità di un compagno di squadra.
- Passaggio di prima: esecuzione di un passaggio effettuato senza fermare il pallone.
- Passaggio filtrante (o killer pass in inglese): passaggio che libera il compagno e spacca a metà la difesa.
- Passaggio no-look: passaggio che viene effettuato in una direzione guardando in direzione opposta, al fine di trarre in inganno gli avversari
- Pausa calma: breve periodo di stop che l'arbitro concede permettendo ai capitani di confrontarsi in seguito a determinate e controverse situazioni di gioco.
- Piatto: parte del piede impiegata per colpire il pallone. Calciando di piatto si ottiene un tiro con una traiettoria particolarmente diritta; è spesso utilizzata la locuzione piattone utilizzato per riferirsi ad un tiro con questa parte, solitamente in condizioni in cui non si richieda grande perizia tecnica ma solo un tiro di facile esecuzione.
- Piede a martello: espressione giornalistica che indica un'entrata in tackle pericolosa effettuata con il piede posizionato a novanta gradi e la caviglia bloccata rispetto alla gamba.
- Piede invertito: modo di impostare l'attacco con uno o due giocatori che entrano diagonalmente potendo gestire la palla con il piede migliore in una zona favorevole.
- Piramide o Piramide di Cambridge: modulo che consisteva nello schieramento 2-3-5.
- Play-off/play-out: "code" seguenti la stagione regolare, con lo scopo di assegnare il titolo e/o stabilire promozioni (play-off) e retrocessioni (play-out).
- Ponte: azione fallosa commessa quando si cerca di vincere un contrasto aereo ma si finisce con lo sbilanciamento dall'avversario causato dall'inclinazione della schiena in avanti a mo' di ponte (da qui il nome).
- Porta: area rettangolare (2,44 x 7,32 m) delimitata da due pali e una traversa superiore. È lo spazio attraverso il quale deve passare il pallone per marcare un punto (gol).
- Portiere: giocatore il cui ruolo consiste nel difendere la porta; è l'unico componente della squadra che — all'interno della propria area di rigore — può intervenire toccando il pallone con le mani. Il regolamento prevede che debba indossare una maglia di colore diverso da quella dei compagni di squadra.
- Possesso palla: statistica che registra, in percentuale, il possesso del pallone da parte di una squadra nel corso della partita.
- Posticipo: partita giocata il giorno dopo del regolare calendario.
- Premio di valorizzazione (ufficialmente Premio di preparazione): cifra di denaro da destinare a tutte le squadre precedenti di un calciatore ogni qual volta questi si trasferisce in altra società procurando un introito alla società ultima cedente; si può ottenere questo beneficio (comunque in ridottissima percentuale in base agli indici per il costo della vita) solo se il calciatore è stato tesserato dalle varie squadre fino ai 23 anni.[47]
- Prendere l'ascensore: effettuare un notevole salto in alto per colpire la palla di testa
- Pressing: tattica di gioco che prevede il disturbo costante verso il portatore di palla da parte di avversari, al fine di prevenire passaggi e recuperare palla.
- Pretattica: dichiarazioni a mezzo stampa fornite dallo staff tecnico spesso vaghe e ingannevoli, con l'obiettivo di disorientare gli avversari nell'approccio alla partita.
- Prima linea: termine utilizzato per riferirsi alla linea composta dagli attaccanti.
- Primo palo: tra i due pali di una porta, il palo più vicino rispetto a una data posizione.
- Pro-forma (anche Continuazione di gara ~): stato di continuazione di una gara a seguito di gravi incidenti e/o scorrettezze, per le quali l'arbitro decide di proseguire la gara unicamente per timore che una sua sospensione definitiva possa provocare incidenti di gravità ancora maggiore. Dacché la gara continua esclusivamente per questo fine, essa cessa di essere regolare nel preciso momento in cui comincia la direzione pro-forma, poiché l'arbitro di fatto la considererà, da quel minuto in poi, come "sospesa".[48]
- Procuratore: figura professionale che tutela gli interessi dei giocatori e degli allenatori suoi assistiti.[49]
- Punizione: vedi calcio di punizione.
- Punta: parte del piede impiegata per colpire il pallone. Calciando di punta si ottiene un tiro molto potente ma poco preciso; la punta è utilizzata anche e soprattutto in situazioni in cui la palla è leggermente troppo distante dal giocatore affinché egli possa passare o tirare in altro modo. Vedi anche attaccante.

## Q
- Quaterna o Quadripletta o Poker (Riferito al termine utilizzato nel Poker): quattro gol realizzati da un calciatore in una stessa partita.
- Quarto uomo (Talvolta anche Sesto uomo): ufficiale di gara che ha il compito di controllare le panchine, segnalare le sostituzioni, verificare la regolarità dell'equipaggiamento del giocatore che entra e comunicare, tramite un apposito display elettronico, i minuti di recupero. Può sostituire l'arbitro, in caso di malessere o infortunio di quest'ultimo.
- Quinto o Quinto di centrocampo: nel modulo 3-5-2 è il "terzino a tutta fascia" utilizzato sia in fase difensiva sia in quella offensiva per accentrare il più possibile il gioco verso la porta degli avversari.

## R
- Rabona: movimento in cui il pallone viene colpito spostando il piede con cui si calcia dietro il piede di appoggio.
- Raccattapalle: coloro che stanno ai margini del rettangolo di gioco pronti a raccattare i palloni che sono usciti restituendone nel frattempo altri ai calciatori nelle vicinanze; di solito si tratta di ragazzi giovani o bambini delle formazioni giovanili.
- Radiocronaca: narrazione della partita ad uso degli ascoltatori della radio.
- Raddoppio: intervento di un ulteriore difendente nella marcatura di un avversario.
- Recinto di gioco: complesso del terreno di gioco, del campo per destinazione, delle piste di atletica, delle panchine, delle aree tecniche e di qualsiasi altra area/attrezzatura sino alla rete di separazione con gli spalti. Un calciatore espulso o un dirigente allontanato devono collocarsi necessariamente all'esterno di esso, e il gioco non può riprendere fino a che non ne siano usciti.[5]
- Recupero: ulteriore periodo giocato al termine di un tempo regolamentare, per recuperare il tempo perso durante le eventuali interruzioni del gioco. La durata, in minuti, è segnalata dal quarto uomo tramite un cartello luminoso.
- Regista: centrocampista che agisce come organizzatore di gioco, gestendo spesso il pallone in fase di possesso e smistandolo verso i compagni. Le sue caratteristiche principali sono l'abilità nel passaggio e un'ampia visione di gioco. Può essere sia arretrato (e quindi agire dalle retrovie verso la linea d'attacco) sia avanzato (e trovarsi in una posizione analoga al trequartista).
- Regolare, stagione: la principale, e più lunga, fase di un campionato il cui titolo è assegnato tramite i play-off.
- Rete: la sacca, agganciata dietro i pali e la traversa della porta, nella quale il pallone si ferma in caso di gol. È anche un sinonimo di gol stesso.
- Reti bianche: risultato finale di 0 a 0 detto anche Reti inviolate
- Rifinitore: giocatore (solitamente un centrocampista avanzato) il cui compito è perfezionare il gioco costruito dal centrocampo, fornendo assist o passaggi che mettano i compagni in condizione di finalizzare l'azione.[49]
- Rigore: v. calcio di rigore.
- Rigorista: calciatore abile nell'andare a segno sfruttando i calci di rigore.
- Rimessa da parte dell'arbitro: ripresa di gioco (detta impropriamente anche "palla contesa", "palla a due" o "palla scodellata") effettuata dall'arbitro, il quale semplicemente lascia cadere il pallone per terra nel punto in cui esso si trovava al momento dell'interruzione; il gioco può riprendere nel momento in cui il pallone viene a contatto con il terreno. È una ripresa di gioco utilizzata quando l'interruzione non è causata da un'infrazione, o quando vengono commessi falli/scorrettezze/infrazioni all'esterno del terreno di gioco.
- Rimessa laterale: ripresa di gioco effettuata dalla linea laterale. Viene assegnata alla squadra avversaria del calciatore che per ultimo ha toccato il pallone prima che questo oltrepassasse interamente la linea laterale. Viene eseguita con le mani, facendo passare il pallone sopra la testa dietro la nuca, e lanciandolo verso il terreno di gioco.
- Rimessa da fondo campo: v. calcio di rinvio.
- Rimonta: evento in cui una squadra che si trova sotto di uno o più gol, riesce a portarsi in vantaggio sull'avversaria cambiando quindi il risultato del match.
- Rimpallo: rimbalzo del pallone tra due o più giocatori.
- Ripartenza: v. contropiede.[50]
- Riscaldamento: fase preparatoria di un giocatore che sta per entrare in campo, in genere effettuata poco prima di una sostituzione.
- Riserva: calciatore che prende posto in panchina, e che quindi non fa parte degli 11 titolati che prendono effettivamente parte al gioco. Il loro scopo è quello di rimpiazzare dei calciatori titolari, quando ce ne sia la necessità, attraverso una sostituzione.
- Risultato all'inglese: risultato di 2-0 o 0-2 maturato con una rete per ogni tempo di gioco.[51]
- Ritiro: può significare sia l'abbandono dell'attività agonistica da parte di un calciatore, sia la fase di preparazione a una gara molto importante che vede tutta la rosa abbandonare momentaneamente il consueto luogo degli allenamenti giornalieri per trovare maggior concentrazione.
- Ritiro estivo: preparazione atletica pre-stagionale spesso svolta in territori lontani dalla sede di una società.
- Ritorno: v. andata e ritorno.
- Rombo: modulo di gioco, detto anche a diamante, può essere considerato un sinonimo del 4-3-1-2.
- Rosa: insieme dei calciatori di una squadra (sia riserve che titolari) durante una stagione o un torneo.
- Rovesciata: tiro effettuato dal giocatore che ha la porta dietro di sé. Si esegue lanciandosi in aria in una rotazione all'indietro per poi colpire il pallone con il collo del piede.
- Ruleta: v. veronica.

## S
- Saltare l'uomo: v. dribbling
- Salvezza: situazione in cui una squadra riesce ad evitare la retrocessione in una serie inferiore.
- Sandwich: due giocatori della stessa squadra che marcano un avversario intervenendo su di lui da destra e da sinistra.
- Scartare: v. dribbling.
- Scavetto: v. pallonetto.
- Schema: termine che può riferirsi sia a un modulo di gioco sia a un particolare modo di coordinare i movimenti in una situazione di gioco (per es. uno schema su calcio di punizione può comprendere degli spostamenti dei calciatori atti a liberare un compagno per un tiro più agevole).
- Schermatura: marcatura effettuata generalmente dai centrocampisti che costringono gli avversari a cercare soluzioni alternative.
- Sciabolata: palla messa in area da un calcio piazzato. Il termine è diventato famoso grazie al telecronista Sandro Piccinini, che è solito usarlo durante le telecronache delle partite. Talvolta si indica con il termine "sciabolata" anche un lancio lungo e morbido (solitamente a tagliare trasversalmente il campo).
- Scivolata: azione dello scivolare sul terreno di gioco allo scopo di togliere la palla ad un avversario.
- Scodellamento: azione effettuata dall'arbitro per riprendere la partita facendo cadere il pallone nel punto in cui si trovava nel momento dell'interruzione.
- Scorpione: colpo effettuato principalmente con la palla in aria di rigore, di rado anche fuori, buttando il corpo in avanti e colpendo la palla con il tacco o i tacchi. È stato reso celebre dal portiere colombiano René Higuita.
- Scorrettezza: in ambito calcistico, condotta per la quale un calciatore deve essere ammonito o espulso. Secondo la Regola 12 del Regolamento del Gioco del Calcio, esistono sette scorrettezze passibili di cartellino giallo e sei passibili di cartellino rosso. Una scorrettezza può, comunque, in certe occasioni, essere anche un fallo (ad esempio un tackle che neghi alla squadra avversaria la segnatura di una rete, e quindi passibile di rosso, è anche di per sé un fallo).
- Scudetto: distintivo a forma di scudo che si appone sulla maglia della squadra detentrice del titolo di campione d'Italia.
- Seconda linea: termine utilizzato per riferirsi alla linea composta dai centrocampisti.
- Seconde palle: fasi cruciali nella costruzione del gioco. L'espressione sta a significare i momenti in cui entrambe le squadre si contendono dei palloni che non sono ancora chiaramente in possesso delle due contendenti.
- Secondo palo: tra i due pali di una porta, il palo più distante rispetto a una data posizione.
- Semirovesciata: v. sforbiciata.
- Sette: v. incrocio dei pali.
- Sfera: termine alternativo utilizzato per riferirsi alla palla da gioco.
- Sforbiciata: variante della rovesciata effettuata colpendo il pallone a mezza altezza e lateralmente.
- Silver goal: modalità di svolgimento dei tempi supplementari. Se una delle due squadre segna e l'altra non riesce a pareggiare prima della fine del primo tempo supplementare, la prima ha vinto.
- Simulazione: comportamento sanzionabile con ammonizione che consiste nel simulare un fallo subìto. È punito con un calcio di punizione indiretto a favore della squadra avversaria.
- Sistema: modulo che consisteva nello schieramento 3-2-2-3.
- Smarcare: effettuazione di un passaggio che libera un compagno dal disturbo del difensore. Se utilizzato in forma riflessiva ("smarcarsi") è riferito al movimento del calciatore che si libera della marcatura avversaria.
- Sombrero: dribbling in cui si fa passare la palla sopra la testa dell'avversario.
- Sopra: posizione di un giocatore non in fuorigioco ma in gioco; si riferisce alla posizione relativa del giocatore rispetto alla linea dei difensori.
- Sostituzione: variazione nella formazione di una squadra durante la partita; consiste nel sostituire — per infortunio, scelta tattica o altro motivo — un giocatore facendone subentrare un altro al suo posto.
- Sotto: posizione di fuorigioco di un giocatore; si riferisce alla posizione relativa del giocatore rispetto alla linea dei difensori.
- Sottomisura: in prossimità della porta avversaria.
- Sovrapposizione: movimento di un calciatore che, smarcandosi e superando lateralmente il compagno in possesso di palla, si propone per ricevere un passaggio.
- Specchio: area della porta compresa tra i pali, traversa e terreno di gioco dove si deve mandare il pallone per effettuare gol. Il pallone deve attraversare completamente lo specchio perché un gol venga realizzato. Il portiere può allontanarsi dalla porta e andare incontro al giocatore avversario per ridurre lo specchio con lo scopo di ridurre le probabilità che il giocatore avversario realizzi il gol, esponendo però la porta ad un pallonetto.
- Spiovente: pallone che ricade verso il basso.
- Sponda: termine mutuato dal biliardo. È sovente utilizzato per riferirsi ai passaggi del centravanti diretti ai compagni di squadra, atti a organizzare il gioco offensivo.
- Sportellate (fare a ~): azione del contendere il pallone ad un avversario ricorrendo all'utilizzo del proprio fisico, in particolar modo con contatti e spinte utilizzando spalle, braccia e torace.
- Squadra ascensore: Squadra che viene frequentemente promossa e retrocessa tra i vari campionati nazionali.
- Squadra cuscinetto: Squadra debole posizionata in fondo alla classifica.
- Squadra materasso: Squadra contro cui è facile vincere. Ottenendo pochi punti, la si trova in fondo alla classifica.[52]
- Stadio: impianto architettonico, costituito dal campo da calcio e dalle strutture destinate appositamente ai tifosi, entro il quale si svolgono le partite. Può contenere zone accessorie, come negozi, bar o musei dedicati alla squadra di casa.
- Stagione imperfetta (in inglese Winless Season): il piazzamento, all'ultimo posto in classifica e con zero punti, di una squadra alla fine di un campionato a girone unico dopo aver perso tutti gli incontri disputati. È l'antitesi della «stagione perfetta» e anche nota come «stagione perfettamente brutta» (Perfectly Bad Season).[53][54]
- Stagione perfetta (in inglese: Perfect Season): il trionfo, generalmente in una competizione a lungo termine come nel caso dei tornei di lega nazionale, da una squadra compiendo un percorso netto di sole vittorie su altrettante disputate, ottenendo così la totalità dei punti in palio.[55][56]
- Step on foot: fallo commesso schiacciando con il proprio piede quello dell'avversario. In gergo è detto pestone.
- Stop: gesto tecnico che consiste nel fermare la corsa del pallone con il piede o con il petto.
- Sudditanza psicologica: termine prevalentemente usato nel calcio italiano per descrivere una presunta nonché particolare attenzione degli arbitri verso una squadra ai danni di altre, influita anche dal fattore campo. Ebbe il suo origine dopo un incontro tra il Venezia e l'Inter, arbitrato da Antonio Sbardella, nel campionato di Serie A 1966-1967 e vinto dalla squadra ospite per tre reti a due. Tra le presunte favorite da tale atteggiamento ci sono squadre che lottano per il titolo di una competizione, quelle che ambiscono la qualificazione alle competizioni confederali e anche il termine è usato nei casi di promozione e/o retrocessione.[57][58] Fuori d'Italia esistono termini equivalenti quali il Fergie Time[59] spesso usato nel calcio inglese, il Bayern-Dusel in quello tedesco[60] e il Lucky Ajax in quello neerlandese.[61]
- Suela: con questo gesto tecnico si va a stoppare il pallone usando solo la pianta del piede. Nasce come gesto tipicamente del calcio a 5 ma negli anni il suo utilizzo si è fatto forte anche nel calcio a 11.
- Suggerimento: passaggio particolarmente invitante effettuato durante un’azione di attacco.
- Svincolato: giocatore non tesserato in nessuna squadra.

## T
- Tackle: contrasto tra due giocatori per la conquista del pallone.
- Taglio: movimento in diagonale effettuato durante un'azione offensiva per "tagliare", cioè attraversare non frontalmente, la linea difensiva avversaria e smarcarsi, in modo da guadagnare spazio utile per un tiro o un assist.
- Tap in: facile tocco del pallone verso la rete, il termine è mutuato dal gioco del golf in cui il giocatore dà un piccolo tocco alla pallina vicinissima alla buca.
- Tecnico: v. allenatore.
- Tedesca: gioco da strada diffuso in Italia e con numerose varianti (solitamente a punti e con eliminazione dei partecipanti).
- Tegola: nel gergo calcistico si riferisce a un evento imprevisto che colpisce negativamente una squadra come l'infortunio di un giocatore titolare.
- Telecamera personalizzata: telecamera incaricata ad inquadrare un giocatore per tutta la durata della partita.
- Telecronaca: narrazione della partita ad uso degli spettatori della televisione.
- Tempi regolamentari: Durata di 90' di una partita di calcio classica.
- Tempi supplementari: prolungamento dei 90' regolamentari, con due tempi da 15' ciascuno. Vi si ricorre in caso di parità nell'ambito dell'eliminazione diretta.
- Tergo, fallo da: intervento falloso commesso da dietro. Sanzionato, se intenzionale, con l'espulsione.
- Terreno di gioco: terreno rettangolare sul quale si svolge una partita. Le dimensioni sono mediamente di 105 × 70 m.[5]
- Terza linea: termine utilizzato per riferirsi alla linea composta dai difensori.
- Tifoso: persona che sostiene e segue una squadra di calcio.
- Tiqui-taca: v. tiki-taka.
- Tiro a giro (anche Tiro ad effetto): fatto colpendo il pallone in modo da imprimergli un forte effetto a rientrare.
- Tiri di rigore: sequenza di rigori battuta al termine dei tempi supplementari o, in alcuni casi, al termine dei novanta minuti di gioco, per decretare la squadra vincitrice.
- Tiro: azione del colpire il pallone con lo scopo di farlo entrare nella porta avversaria.
- Tiro telefonato: tiro in porta prevedibile e facilmente neutralizzabile.
- Tiki-taka: tattica di gioco basata sul possesso costante del pallone per la maggior parte della durata della partita.
- Top player: termine inglese utilizzato in ambiente giornalistico per riferirsi ad un giocatore di caratura internazionale e di alto livello.
- Torcida: termine in lingua portoghese utilizzato per riferirsi alla tifoseria di una squadra. È spesso composta, in Brasile, da gruppi organizzati.
- Tour de force: serie di impegni ravvicinati, solitamente composta da incontri di campionato e coppa.
- Tornante: calciatore che gioca su una fascia, la cui caratteristica è la partecipazione in egual misura sia alla fase difensiva che a quella offensiva.
- Tradizione sportiva: in Italia, il criterio ponderato coniato dalla Federazione Italiana Giuoco Calcio (FIGC) relativo al numero di partecipazioni ai diversi campionati nazionali ed ai titoli vinti dai club nelle competizioni ufficiali.
- Trappola del fuorigioco: schema che prevede l'avanzamento collettivo della linea difensiva di una squadra per lasciare gli attaccanti avversari in posizione irregolare.
- Transfer: nulla osta affinché un calciatore possa giocare in un paese diverso da quello precedente.
- Traversa: la parte superiore della porta; è sorretta dai due pali.
- Traversone: v. cross.
- Tre quarti: porzione di campo compresa tra la linea di centrocampo e quella dell'area di rigore.
- Treble: vittoria, nella stessa stagione, del campionato nazionale e di due coppe stagionali. Nel calcio internazionale, l'UEFA definisce come European Treble o Tripletta Europea la vittoria in ognuna delle tre competizioni confederali stagionali.[62]
- Trequartista: centrocampista che agisce sulla tre quarti avversaria.
- Triangolare: serie di partite giocate tra tre squadre (A-B, A-C, B-C).
- Triangolazione: v. triangolo.
- Triangolo: passaggio ad un compagno di squadra che restituisce il pallone con un passaggio di prima.
- Tribuna: termine utilizzato per riferirsi ad ogni settore dello stadio atto ad ospitare gli spettatori; usualmente il termine è utilizzato in senso stretto per riferirsi alla sola "tribuna centrale", settore nel quale — oltre al pubblico pagante — vengono ospitati la tribuna stampa e i posti riservati ad autorità e dirigenti.
- Tridente: schema tattico che prevede l'impiego di tre attaccanti.
- Triplete: v. treble.
- Tripletta: tre gol realizzati da un calciatore in una stessa partita.
- Trivela: modo di calciare il pallone, specie sui calci di punizione, tale da far abbassare rapidamente la palla imprimendole velocità. Prende il nome dalle ultime tre dita del piede con cui solitamente si effettua.[63]
- Tunnel (o busta[64]): gesto tecnico consistente nel far passare la palla fra le gambe di un avversario.
- Turnover: rotazione strategica degli elementi della squadra tra le varie partite al fine di dosare le forze e limitare gli affaticamenti degli atleti, oppure evitare ai diffidati squalifiche per successive partite più importanti. Viene spesso utilizzato nel caso in cui si giochino partite troppo ravvicinate l'una dall'altra.

## U
- UEFA Champions League: torneo calcistico per club europei riservato alle squadre classificate tra i primi posti nei precedenti campionati nazionali secondo il coefficiente UEFA.
- Ultimo uomo: l'ultimo difensore che si frappone tra l'attaccante avversario e la porta. Il fallo da ~ è spesso, sebbene non vi siano regole precise al riguardo, punito con l'espulsione diretta di chi lo commette. Questo perché il Regolamento prevede l'espulsione quando venga commesso un fallo che neghi alla squadra avversaria l'evidente opportunità di segnare una rete: opportunità che si verifica sovente in occasione dei falli da ~.
- Uno contro uno: situazione in cui il portatore di palla affronta, tentando di superarlo in dribbling, un singolo avversario.
- Uno-due: rapido scambio di passaggi tra due calciatori: il primo passa la palla al secondo e scatta in avanti; il secondo gli rende dunque il pallone. Sovente utilizzata per aggirare o evitare gli avversari, o per eseguire un inserimento in velocità.
- Uscita: movimento compiuto dal portiere, che si allontana dai pali della propria porta e avanza all'interno dell'area di rigore o, meno frequentemente, fuori dalla stessa; può essere bassa, per fermare un attaccante o per catturare il pallone prima dell'arrivo di un avversario, o alta, per intercettare un cross.

## V
- Vantaggio (norma del ~): norma applicabile a discrezione dell'arbitro e consistente nel far proseguire il gioco – nonostante un'azione fallosa o irregolare – in quanto l'evoluzione dell'azione può ritenersi, per la squadra che beneficerebbe del calcio di punizione, maggiormente vantaggiosa rispetto alla punizione stessa. Se la squadra contro la quale era stata commessa l'infrazione perde il pallone in breve tempo o non riesce a sfruttare, a causa dell'infrazione stessa, al meglio l'azione, l'arbitro può ancora fermare il gioco e fischiare il calcio di punizione precedentemente sostituito dal vantaggio.
- VAR: abbreviazione di Video Assistant Referee. L'ufficiale di gara che collabora con l'arbitro esaminando le situazioni dubbie della partita tramite l'ausilio di filmati (che si avvale di assistenti detti AVAR); per estensione, il termine indica anche questo sistema di arbitraggio nel suo complesso.
- VARDict: immagini e grafiche televisive di un controllo VAR trasmesse sui maxischermi all'interno degli stadi.
- Vecchietta: contusione muscolare causata durante una partita, generalmente sul muscolo quadricipite della coscia.
- Velo: movimento effettuato da un giocatore che, evitando il contatto con il pallone, lo fa scorrere verso un compagno di squadra. È spesso utilizzato per sorprendere la difesa avversaria.
- Veronica: dribbling che si esegue effettuando una giravolta sulla palla facendo perno con la pianta del piede sulla sommità del pallone.
- Verrou: tattica introdotta da Karl Rappan, che a uno schema 4-2-4 implementò il ruolo del libero.[65]
- Verticalizzazione: indirizzare velocemente in fase offensiva sia il pallone che i giocatori verso la porta avversaria, generando ampiezza e cercando di occupare gli eventuali spazi scoperti nella retroguardia antagonista facendo uso anche di lanci lunghi e assist rasoterra.[66]
- Visione di gioco: capacità di un giocatore di interpretare la disposizione tattica di compagni e avversari durante le varie fasi della gara.
- Vittoria di misura: v. corto muso.
- Volante: termine in lingua spagnola e portoghese che designa un centrocampista. Più specificamente, è utilizzato per riferirsi alla posizione di mediano davanti alla difesa che nel calcio sudamericano è impiegata assai di frequente.
- Volée: termine mutuato dal tennis. Si riferisce ad un gol realizzato al volo.

## Z
- Zona (gioco a ~): impostazione tattica che non prevede posizioni e marcature fisse da parte dei giocatori in campo.
- Zona Cesarini: deriva da Renato Cesarini, attaccante degli anni trenta che spesso segnò gol anche importanti nel corso degli ultimi minuti di gara; il termine è quindi largamente utilizzato per definire un gol segnato, appunto, allo scadere del tempo di gioco. Più recentemente, è stata definita anche "Zona Caicedo", derivata da Felipe Caicedo, attaccante della Lazio dal 2017 al 2021 che spesso segnò reti decisive subentrando nei minuti finali. Attualmente, con i tempi di recupero gioco effettivo (notevolmente allungati dai Regolamenti) si usa definire tali segnature come "gol nel recupero".
- Zona mista: tattica che fa uso contemporaneo delle marcature a uomo proprie del catenaccio, il gioco a zona e l'attacco sugli spazi propri del calcio totale.